# 黄履和
黄履和（1863年3月23日—1926年），又名福椿，字介春、介卿，浙江余杭人，清末民初外交官。

## 生平
同治二年二月廿一日（1863年3月23日），黄履和出生于浙江省余杭县县城，祖籍安徽休宁。据《禹航黄氏宗谱》记载，黄家先祖黄南村在明朝时游学至余杭县城南十里的西舍村（今属中泰街道）并定居，明朝末年黄家第四世黄阁迁居余杭城内（今属余杭街道）。黄履和父亲黄永熙是黄家迁居余杭的第十一世，因躲避太平天国起义，1863年死于逃难途中，其时黄履和尚在襁褓之中。1864年太平天国起义被平定后，黄履和和哥哥履中才被母亲带回余杭城生活。
年幼丧父的黄履和刻苦读书，先后考中秀才和举人，并经营些小生意补贴家用。1890年，黄履和只身北上，到北京报考京師同文館，因当年招生名额已满未能入学，后经同乡邀请在京城附近帮办赈灾事务，负责管理钱谷。黄履和拜邓楚财为师，学习西学。1891年，顺利考入了京师同文馆，在英文馆学习。1896年，黄履和经过五年的学习，顺利毕业。
1897年，出国到西班牙马德里担任驻日斯巴尼亚使署学生。光绪二十四年（1898年）《同文馆题名录》记载“候选巡检”黄履和“出使美国差委”，与周自齐随驻美公使伍廷芳出使美国，担任伍廷芳的随从人员。1898年，经驻日使署临时代办寿金甫举荐，黄履和被派往西班牙马德里任商务随员。
1901年，黄履和与比利时寡妇布鲁塔结婚。1902年，长女黄讷亭在马德里出生。1902年，经驻美国公使伍廷芳请奏，黄履和因“勤于学业”，由驻日使署学生升任四等翻译官。光绪二十九年（1903年），因黄履和出洋第二次三年期满，驻美国公使梁诚向清政府为其申请“知县不论双单月遇缺尽先前即选”和加同知衔的奖励，获批。
1904年，黄履和被调至古巴首都哈瓦那，任驻古巴使署西班牙语翻译。1905年，次女黄玛赛在古巴哈瓦那出生。1905年8月，黄履和便又被调回驻日使署，全家随之迁回马德里。在马德里期间，黄履和历任驻日使署二等通译兼代办使事，驻日使署二等秘书等职。黄履和还曾到巴塞罗那等城市考察，《商务官报》1906年第19期上发表有他的《调查报告：巴赛罗那埠各厂情形》。1907年，汪大燮等人出洋考察宪政时，黄履和曾担任汪的秘书，并陪同出洋考察团在西班牙等国的考察。宣统年间，他任商务随员时翻译的《日葡界地铁路例章》被邮传部出版。

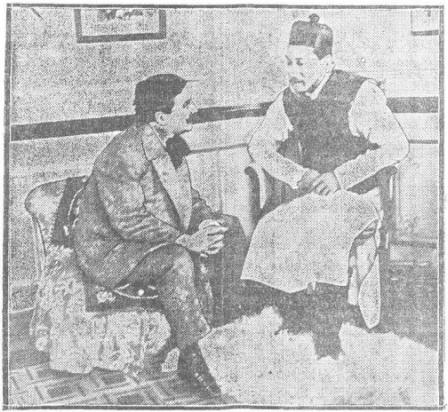
正在接受《马德里先驱报》采访的黄履和

辛亥革命后，黄履和剪掉辫子后仍在驻日使署工作。1912年2月5日，西班牙《马德里先驱报》发表对时任中国驻西班牙临时代办的黄履和的采访，采访中黄履和自称是天主教徒。1913年，黄履和奉调回国，在北洋政府外交部任职，全家回到北京定居，最初居住在东城遂安伯胡同，后迁居东总布胡同。1915年《京师同文馆学友会第一次报告书》记载，黄履和时任外交部佥事。1918年，黄履和暂署通商司会务科长。1921年和1923年，黄履和曾代理通商司第六科科长。米格尔·张回忆录《地中海晓风残月》还提到黄履和曾任外交部礼宾司司长。
1926年秋，黄履和因病在北京去世，终年65岁，被女儿以西方礼仪安葬在北京西直门外。

## 家庭

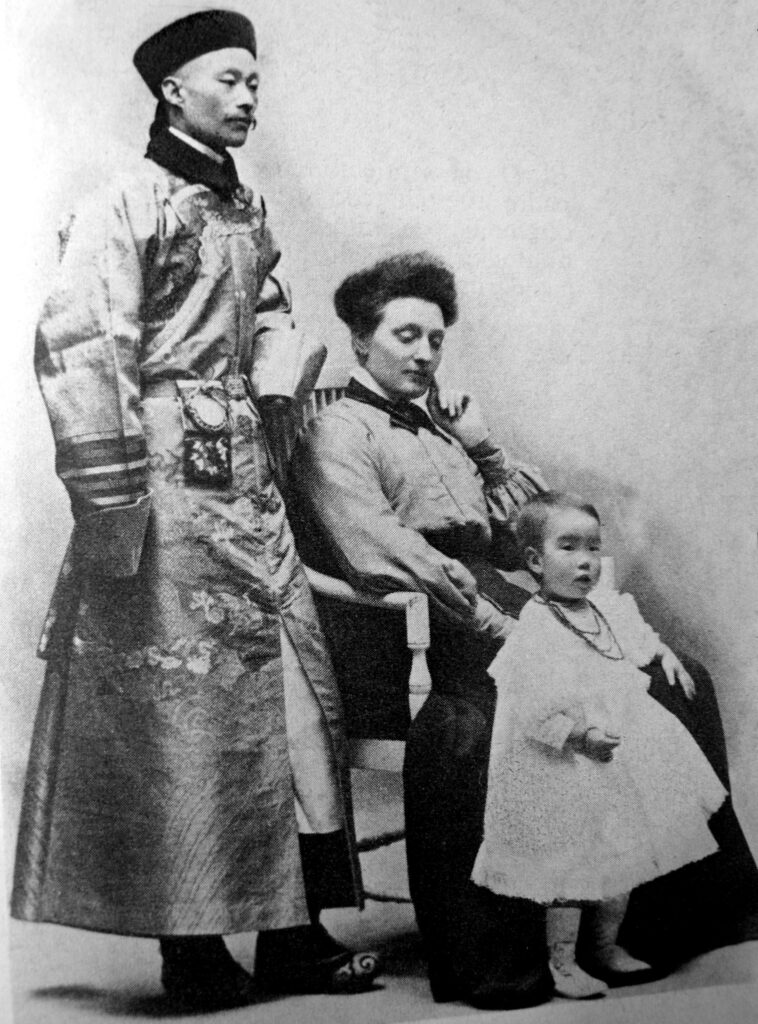
黄履和与家人合影

1901年，黄履和在马德里与朱丽叶·布鲁塔-吉利亚尔（Juliette Brouta-Gilliard）结婚。布鲁塔是一名寡妇，比利时籍，母语为法语，黄履和是其第二任丈夫。两人在西班牙东北城市圣塞瓦斯蒂安相遇，尽管两人语言不通，但在翻译的帮助下完成了订婚。
长女黄讷亭于1902年3月9日在西班牙马德里出生，曾在北洋军中任上校联络官，曾被关入拉文斯布吕克集中营，1945年得救后与同性伴侣内莉·穆塞-福斯（Nelly Mousset-Vos）移居比利时布鲁塞尔，后迁居委内瑞拉，1960年代返回布鲁塞尔，1972年去世。
次女黄玛赛于1905年1月1日在古巴哈瓦那出生，1928年后移居西班牙，后成为一名翻译家和作家，1981年在瑞士日内瓦逝世。

## 轶事
黄履和在西班牙时曾学习过斗牛课程。根据黄玛赛的回忆，中国后来的最高领导人毛泽东曾在1918年时携女友杨开慧到黄履和家中拜访。

## 备注

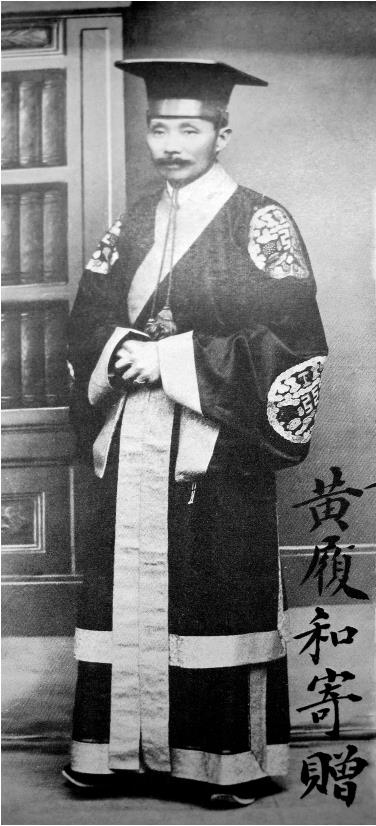
身着北洋礼服的黄履和

1. 1 2  有资料称其1901年结婚时为30岁[1]，按此计算在出生于1871年左右；民国九年（1920年）出版的《最近官紳履歷彙錄第一集》记载黄履和为51岁[2]，按此计算在出生于1859年左右
2. ↑  一说字介和[2]
3. ↑  一说为浙江余姚人
4. ↑  一说1893年[6]
5. 1 2  日斯巴尼亚国，即西班牙
6. 1 2  伍廷芳、梁诚以驻美大臣兼駐西班牙
7. ↑  时称日语繙译